# 란겔 게로프스키
란겔 이바노프 게로프스키(불가리아어: Рангел Иванов Геровски, 1959년 1월 15일~2004년 4월 26일)는 불가리아의 전 레슬링 선수이다. 1988년 하계 올림픽 그레코로만형 슈퍼헤비급에서 은메달을 획득했으며 세계 선수권 대회에서 동메달 4개,  유럽 선수권 대회에서 금메달 1개, 은메달 2개, 동메달 1개를 획득했다.